# Pickeliana pickeli
Pickeliana pickeli is een hooiwagen uit de familie Stygnidae.